# 18. november
18. november je 322. dan leta (323. v prestopnih letih) v gregorijanskem koledarju. Ostaja še 43 dni.

## Dogodki
- 1095 – začne se Koncil v Clermontu, ki ga papež Urban II. skliče, da bi odločil o pošiljanju prvih križarjev v Sveto deželo
- 1302 – papež Bonifacij VIII. izda bulo Unam sanctam (»Ena sveta«); po mnenju zgodovinarjev eno od najbolj izrazitih deklaracij papeške oblasti
- 1307 – Viljem Tell naj bi po legendi na ta dan z lokostrelom sestrelil jabolko s sinove glave
- 1493 – Krištof Kolumb prvič opazi današnji Portoriko; naslednji dan pristane na njem in ga poimenuje San Juan Batista (Sveti Janez Krstnik)
- 1626 – papež Urban VIII. posveti novo Petrovo cerkev v Rimu
- 1912 – Albanija razglasi neodvisnost od Turčije
- 1916 – konec bitke na Somi
- 1918:
  - bataljon iz vračajočih se vojakov avstro-ogrske vojske pod vodstvom Stevana Švabića prepreči italijansko zasedbo Ljubljane
  - Latvija razglasi neodvisnost od Rusije
- 1919 – Paul von Hindenburg prvič omeni »sunek z bodalom v hrbet«
- 1941 – začetek nemško-italijanskega umika v severni Afriki
- 1942 – Henri Pétain izroči Lavalu vsa pooblastila
- 1944:
  - - zavezniki osvobodijo Montbéliard
  - - Zidani Most in železniška proga proti Dobovi doživita hud zavezniški letalski napad
- 1969 – Apollo 12 kot drugo plovilo s človeško posadko pristane na Luni
- 1978 – 900 članov gvajanske sekte Ljudski tempelj izvede množični samomor
- 1991 – srbske enote po treh mesecih obleganja zavzamejo Vukovar
- 1993 – ustava Južnoafriške republike da volilno pravico tudi temnopoltim državljanom
- 2004 – Rusija ratificira Kjotski protokol
- 2007 – 1. svetovni dan spomina na žrtve cestno-prometnih nesreč
- 2009 – Slovenska nogometna reprezentanca se uvrsti na svetovno prvenstvo leta 2010

## Rojstva
- 1647 – Pierre Bayle, francoski filozof († 1706)
- 1786 – Carl Maria von Weber, nemški skladatelj (možen datum rojstva tudi 19. november) († 1826)
- 1787 – Louis Daguerre, francoski fotograf († 1851)
- 1794 – John Bede Polding, avstralski škof († 1877)
- 1800 – Andrej Smole, slovenski zbiratelj ljudskih pesmi, mecen, prevajalec († 1840)
- 1836:
  - William Schwenck Gilbert, britanski dramatik († 1911)
  - Cesare Lombroso, italijanski zdravnik, fizični antropolog, kriminolog († 1909)
- 1839 – August Adolph Eduard Eberhard Kundt, nemški fizik († 1894)
- 1860 – Ignacy Jan Paderewski, poljski skladatelj, pianist, državnik († 1940)
- 1877 – Hermann Kantorowicz, nemški učenjak († 1940)
- 1882 – Jacques Maritain, francoski filozof († 1973)
- 1889 – Zoltán Tildy, madžarski državnik († 1961)
- 1897 – Patrick Maynard Stuart Blackett, angleški fizik, nobelovec 1948 († 1974)
- 1898 – Antun Branko Šimić, hrvaški pesnik, kritik, urednik († 1925)
- 1901 – George Horace Gallup, ameriški statistik († 1984)
- 1906 – sir Alec Issigonis, britanski avtomobilski konstruktor († 1988)
- 1907 – Compay Segundo, kubanski glasbenik († 2003)
- 1909 – Johnny Mercer, ameriški pop skladatelj († 1976)
- 1923 – Alan Bartlett Shepard mlajši, ameriški astronavt († 1998)
- 1930 – Gregor Strniša, slovenski pesnik, dramatik († 1987)
- 1936:
  - Hank Ballard, ameriški pevec († 2003)
  - Ernest Petrič, slovenski ustavni sodnik, politik in diplomat
- 1938 – Karl Schranz, avstrijski alpski smučar
- 1942 – Susan Sullivan, ameriška pevka
- 1948 – Aleksander Mežek, slovenski kantavtor in pevec
- 1954 – Adrian Mihalčišin, slovenski šahist ukrajinskega rodu
- 1958 – Marjana Moškrič, slovenska pisateljica in knjižničarka
- 1960 – Kim Wilde, angleška pevka, tekstopiska
- 1962 – Kirk Hammett, ameriški kitarist Metallice
- 1963 – Peter Schmeichel, danski nogometaš
- 1972 – Sophie Honey, britanska diplomatka, veleposlanica Združenega kraljestva v Sloveniji
- 1985 – Allyson Felix, ameriška atletinja

## Smrti
- 1100 – Tomaž iz Bayeuxa, nadškof Yorka
- 1154 – Adela Savojska, francoska kraljica, soproga Ludvika VI. (* 1092)
- 1170 – Albert Medved, brandenburški mejni grof (* 1100)
- 1259 – Adam Marsh, angleški frančiškanski menih in teolog (* 1200)
- 1305 – Ivan II., bretonski vojvoda (* 1239)
- 1313 – Kostanca Portugalska, kastiljska kraljica (* 1290)
- 1330 – Werner von Orseln, veliki mojster vitezov križnikov (* 1280)
- 1349 – Friderik II., mejni grof Meissena (* 1310)
- 1472 – Ivan Bessarion, bizantinski humanist, teolog, filolog, filozof (* 1403)
- 1664 – Nikola Zrinski, madžarsko-hrvaški državnik, pesnik (* 1620)
- 1827 – Wilhelm Hauff, nemški pesnik, pisatelj (* 1802)
- 1886 – Chester Alan Arthur, ameriški predsednik (* 1829)
- 1919 – Adolf Hurwitz, nemški matematik (* 1859)
- 1922 – Marcel Proust, francoski pisatelj (* 1871)
- 1934 – Petro Gasparri, italijanski kardinal (* 1852)
- 1941 – Walther Hermann Nernst, nemški fizik, kemik (* 1864)
- 1952 – Paul Éluard, francoski pesnik (* 1895)
- 1962 – Niels Bohr, danski fizik, nobelovec 1922 (* 1885)
- 1965 – Cvetko Golar, slovenski pesnik, pisatelj, dramatik (* 1879)
- 1969 – Joseph Patrick Kennedy starejši, ameriški politik (* 1888)
- 1976 – Man Ray, ameriški slikar, fotograf, filmski režiser (* 1890)
- 1978 – Lennie Tristano, ameriški pianist (* 1919)
- 2001 – Ela Peroci, slovenska pisateljica (* 1922)
- 2003 – Michael Kamen, ameriški skladatelj (* 1948)

## Prazniki in obredi
- Latvija – dan neodvisnosti (1918)